# Parnassos (Verein)
Der Parnassos (vollständiger Name griechisch Φιλολογικός Σύλλογος Παρνασσός Philologios Síllogos Parnassós, deutsch ‚literarischer Verein Parnassos‘) ist ein griechischer literarischer Verein, der 1865 in Athen gegründet wurde. Er ist somit die älteste bestehende literarische Gesellschaft des griechischen Festlands. Der Verein bietet Abendkurse an, verfügt über eine Bibliothek, veranstaltet Lesungen und Wettbewerbe und gibt verschiedene Zeitschriften und Schriftenreihen heraus.

## Geschichte
Der Verein wurde 1865 von einer Gruppe von Studenten und Schülern gegründet, unter denen sich der spätere Dramatiker Dimitrios Koromilas sowie der spätere Hochschullehrer, Sportfunktionär und Politiker Spyridon Lambros sowie dessen drei Brüder befanden. Als Namen wählten sie den Berg Parnass, der in der griechischen Mythologie dem Gott Apollon geweiht ist und als Heimat der Musen gilt. Der Anlass des Vereins war die gemeinsame Aufführung selbst verfasster Dramen zur Unterhaltung und kulturellen Bereicherung der Öffentlichkeit.

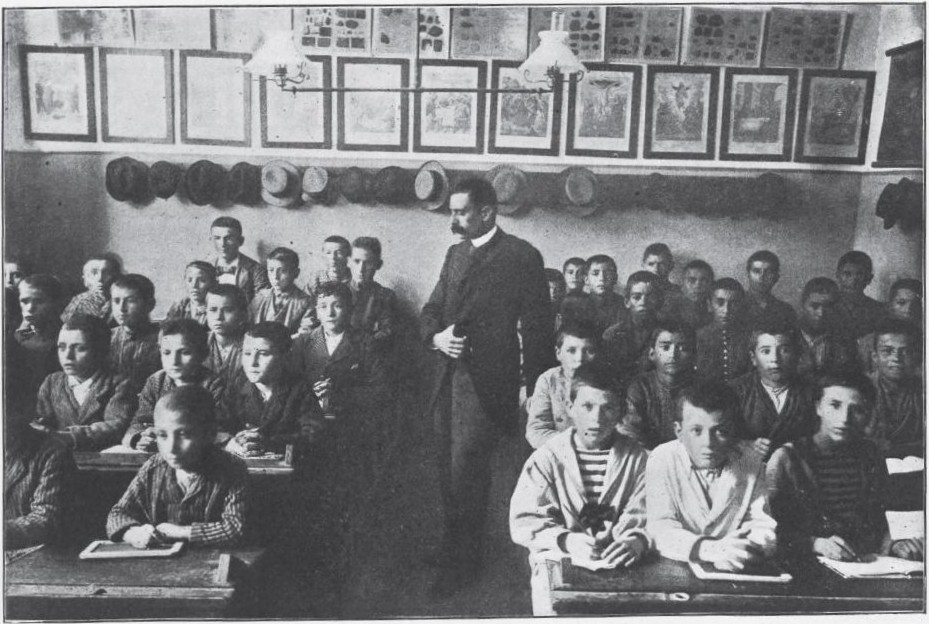
Klassenraum der Athener Schule für bedürftige Kinder im Jahr 1896

Ziel des Vereins war und ist die Förderung und Verbreitung von Kultur und Bildung. Auf Vorschlag des Mitglieds Spyridon Vasiliadis gründete und finanzierte der Verein ab 1872 Schulen für bedürftige Kinder. Diese Initiative führte binnen weniger Jahre zur Einrichtung von Schulen in fast allen größeren Städten Griechenlands, die ohne staatliche Unterstützung von Mitteln des Vereins getragen wurden. Darüber hinaus schrieb der Verein einen Dramatikerpreis aus und engagierte sich für die Verbesserung der Zustände in Strafanstalten. Die erste Zeitschrift des Vereins, ebenfalls Parnassos genannt, erschien von 1877 bis 1895. Von 1896 bis 1939 veröffentlichte der Verein ein Jahrbuch (Eterís).
In den 1920er und 1930er Jahren verstärkte der Verein seine Bemühungen, bedürftigen Kindern Abendkurse anzubieten. Bis 1940 hatten über 40.000 Teilnehmer diese Kurse erfolgreich absolviert. Seit 1959 erscheint die zweite Reihe der Zeitschrift Parnassos in viertel- oder halbjährlicher Folge.